# Somolinos (Guadalajara)
Somolinos ist ein nordspanischer Ort und eine Gemeinde (municipio) mit 26 Einwohnern (Stand: 2024) im Nordwesten der Provinz Guadalajara in der Autonomen Gemeinschaft Kastilien-La Mancha. 

## Lage und Klima

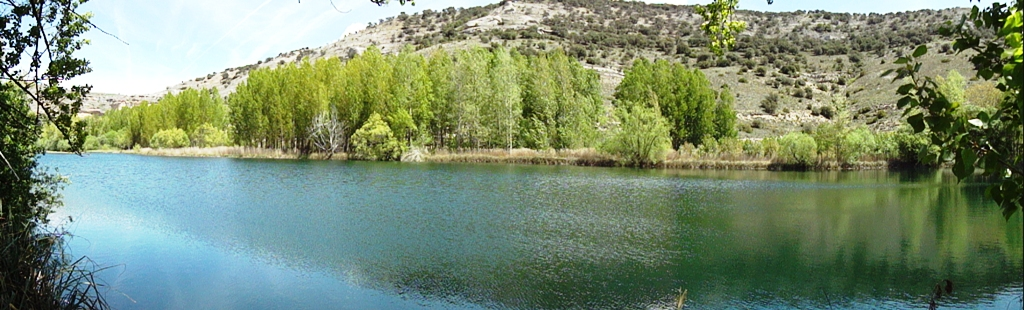
Lagune von Somolinos

Somolinos liegt in einer Höhe von ca. 1240 m in der Kulturlandschaft der Serranía. Die Entfernung zur südsüdwestlich gelegenen Provinzhauptstadt Guadalajara beträgt ca. 67 Kilometer (Fahrtstrecke). 
Im Gemeindegebiet liegt die Lagune von Somolinos.
Das Klima ist gemäßigt bis warm; Regen (553 mm/Jahr) fällt übers Jahr verteilt.

## Bevölkerungsentwicklung
| Jahr      | 1970 | 1981 | 1991 | 2001 | 2011 | 2021 |
| Einwohner | 98   | 69   | 44   | 40   | 36   | 31   |

## Sehenswürdigkeiten

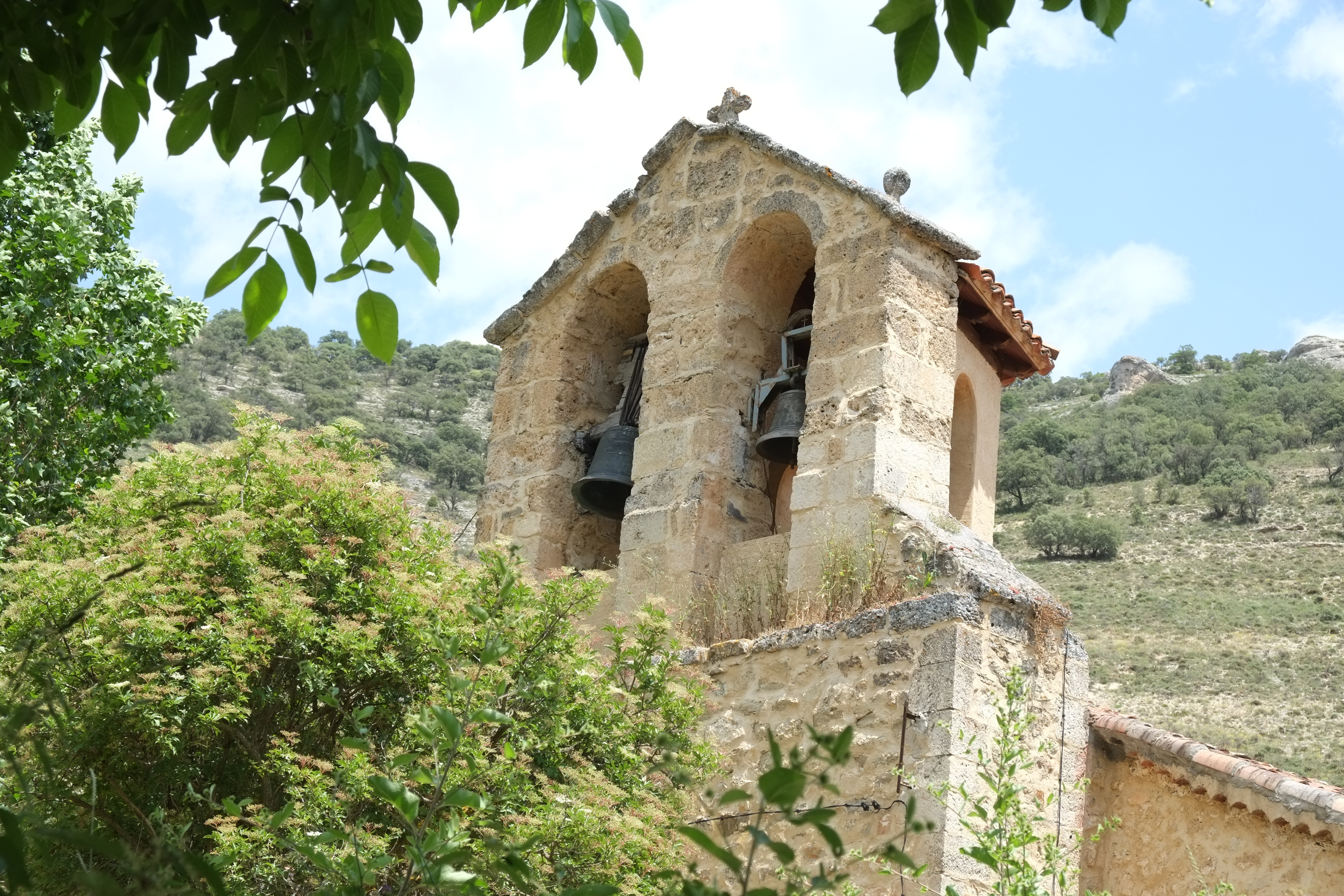
Kirche der Unbefleckten Empfängnis
- Kapelle

- Kirche der Unbefleckten Empfängnis